# پیتر پن (فیلم ۱۹۸۸)
«پیتر پن» (انگلیسی: Peter Pan (1988 film)) فیلمی در ژانر فانتزی است که در سال ۱۹۸۸ منتشر شد.